# 佐々木衞
佐々木 衞（佐々木 衛、ささき まもる、1948年7月25日 - ）は、日本の中国学者。専門は社会学。神戸大学名誉教授。

## 略歴
広島県広島市生まれ。1971年山口大学文理学部文学科卒業、1978年九州大学大学院文学研究科博士課程社会学専攻単位取得退学、財団法人九州経済調査協会研究員。1979年九州大学文学部助手、1981年講師、1983年助教授、1994年教授。1995年「中国民衆の社会と秩序」で東北大学より博士（文学）の学位を取得。1999年神戸大学文学部教授、2013年定年退任、名誉教授となる。

## 著書
- 『中国民衆の社会と秩序』東方書店 1993
- 『費孝通 民族自省の社会学』(シリーズ世界の社会学・日本の社会学) 東信堂 2003
- 『現代中国社会の基層構造』東方書店 2012

### 共編著
- 『中国の家・村・神々 近代華北農村社会論』路遥共編 東方書店 1990
- 『近代中国の社会と民衆文化 日中共同研究・華北農村社会調査資料集』編 東方書店 1992
- 『地域研究入門 1』 (社会学研究シリーズ 理論と技法）松戸武彦共編著 文化書房博文社 1999
- 『中国朝鮮族の移住・家族・エスニシティ』方鎮珠共編 東方書店 2001
- 『中国村落社会の構造とダイナミズム』柄澤行雄共編 東方書店 2003
- 『地域研究の課題と方法 アジア・アフリカ社会研究入門 実証編』北川隆吉監修,北原淳,竹内隆夫, 高田洋子共編著 文化書房博文社 2006
- 『越境する移動とコミュニティの再構築』編著 東方書店 2007

### 翻訳
- 李景漢,喬啓明,毛沢東『中国の家庭・郷村・階級 (社会学調査研究全書)編・解説, 南裕子訳 文化書房博文社 1998

## 論文
- <佐々木衛